# Холомки (усадьба)
Холомки́ — имение князя А. Г. Гагарина в Порховском районе Псковской области, на берегу Шелони в десяти км к юго-востоку от Порхова. 
В конце XIX века имение Бельское Устье (в пойме реки Белки) принадлежало Н. И. Новосильцеву; потом часть имения приобрёл его родственник, князь Андрей Григорьевич Гагарин (1855—1920). Он известен как первый ректор Политехнического института в Петербурге. 
Сохранившийся до нашего времени усадебный дом был построен для Гагарина в 1912—1913 гг. по проекту арх. И. А. Фомина. Дом был построен в стиле неоклассицизма. Все хозяйственные постройки располагались вдали от дома, вокруг дома располагался ландшафтный парк с редкими деревьями, привезёнными из европейских стран и США. Интерьеры комнат были выполнены в стиле модерн. В доме имелись телефон и водопровод.
В Первую мировую войну князь Гагарин оборудовал и содержал в усадьбе госпиталь на 15 человек. В последний год жизни получил разрешение на проживание в своем бывшем имении, подписанное В. И. Лениным, и переехал в Холомки с семьёй, где читал в только что открывшемся Псковском сельскохозяйственном техникуме лекции по математике и физике. Умер 22 декабря 1920 г., похоронен на кладбище Храма Вознесения Господня в деревне Бельское Устье.
В 1920-е гг. Холомки были превращены в базу отдыха ленинградского Дома искусств, где подолгу жили К. И. Чуковский, М. В. Добужинский, Е. И. Замятин, В. Ф. Ходасевич, Г. С. Верейский, М. Л. Слонимский, М. М. Зощенко, Б. П. Попов, В. А. Милашевский и другие писатели, поэты и художники.
В послевоенное время действовал детский санаторий «Холомки». В 2000 году усадьба была передана администрацией Псковской области в постоянное владение Санкт-Петербургскому политехническому университету (СПбГПУ). В 2004 году в усадьбе начались финансируемые СПбГПУ реставрационные работы. По окончании реставрации состоялось 24 мая 2013 г. торжественное открытие основного строения усадьбы — усадебного дома.

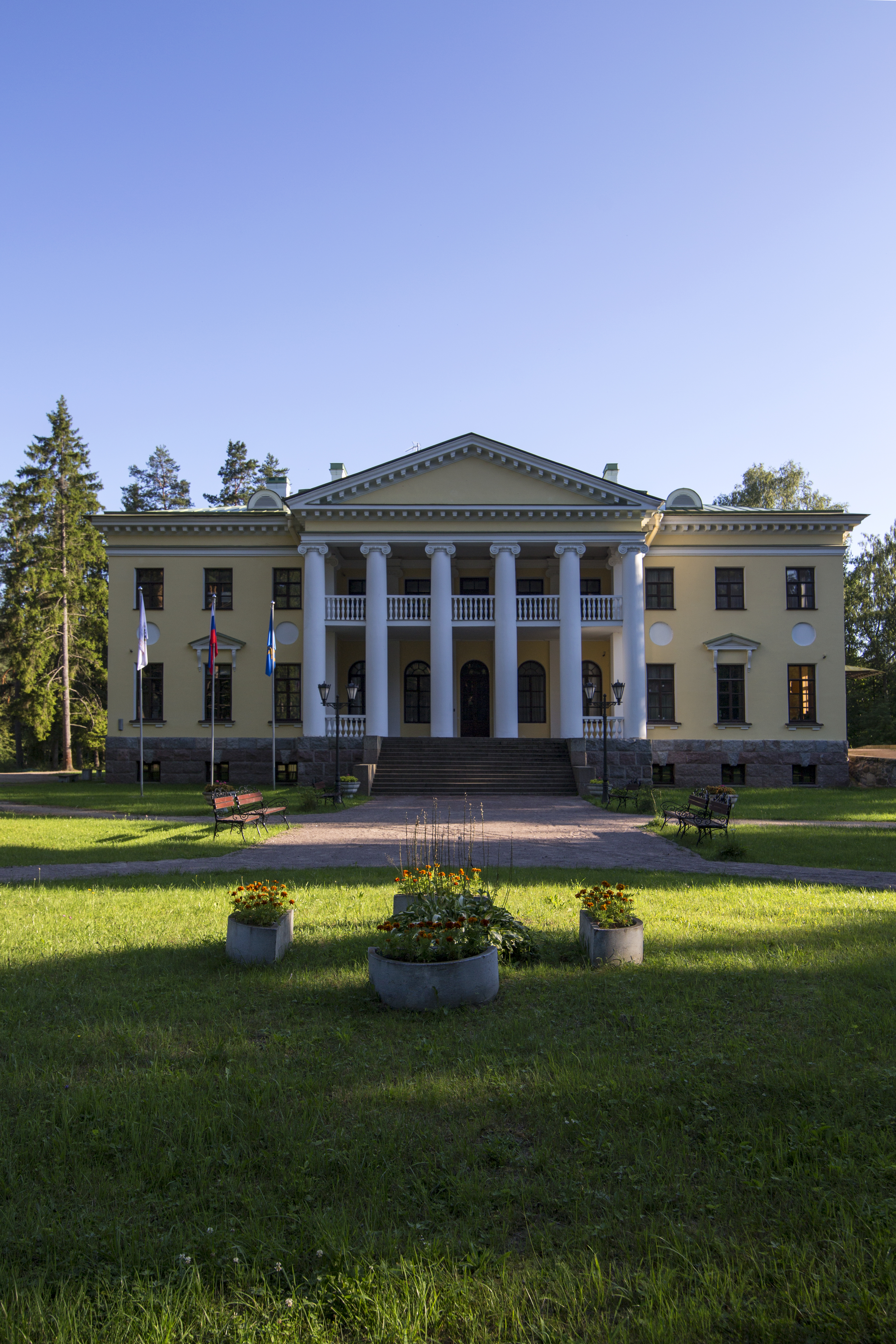
Фасад барского дома
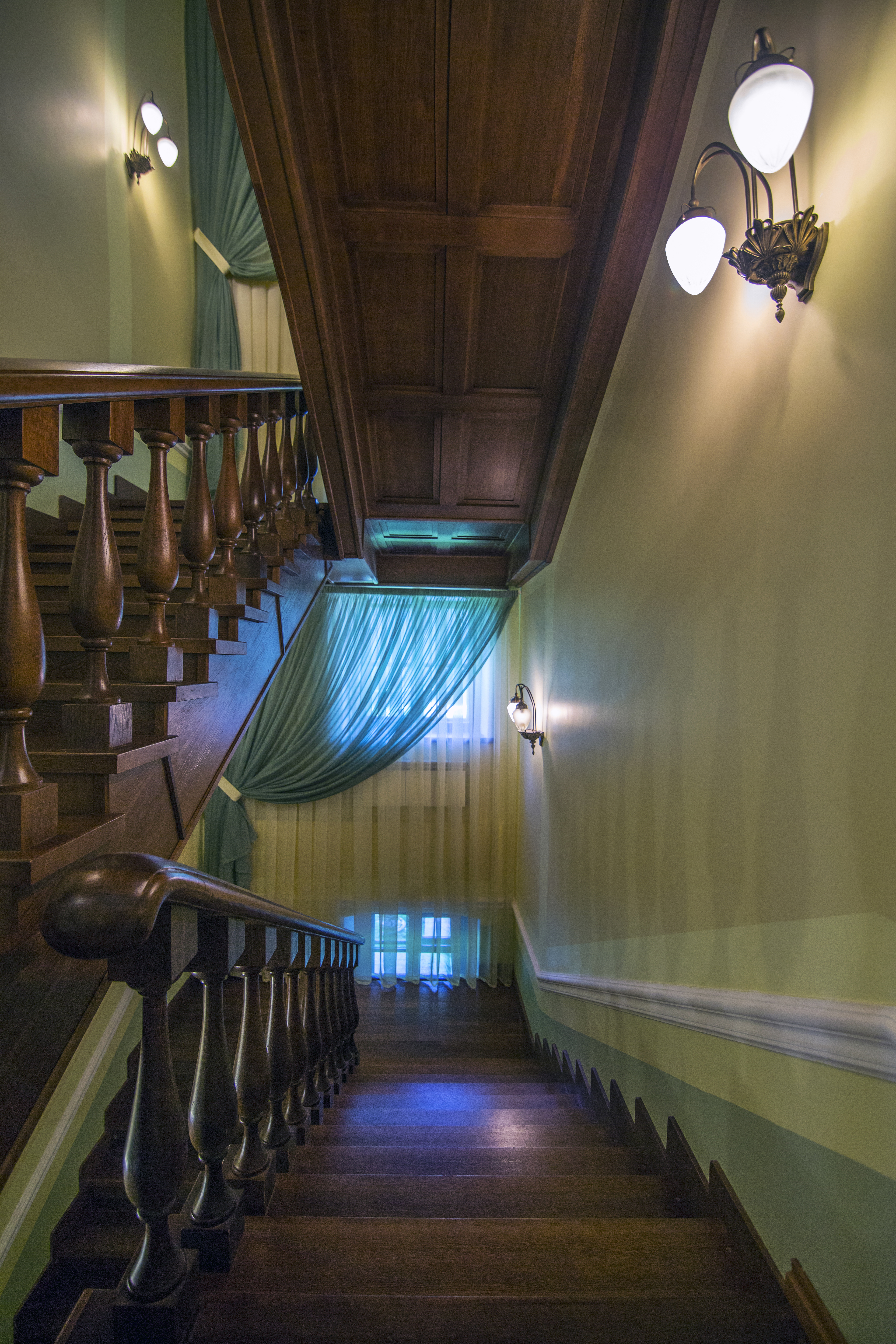
Парадная дубовая лестница
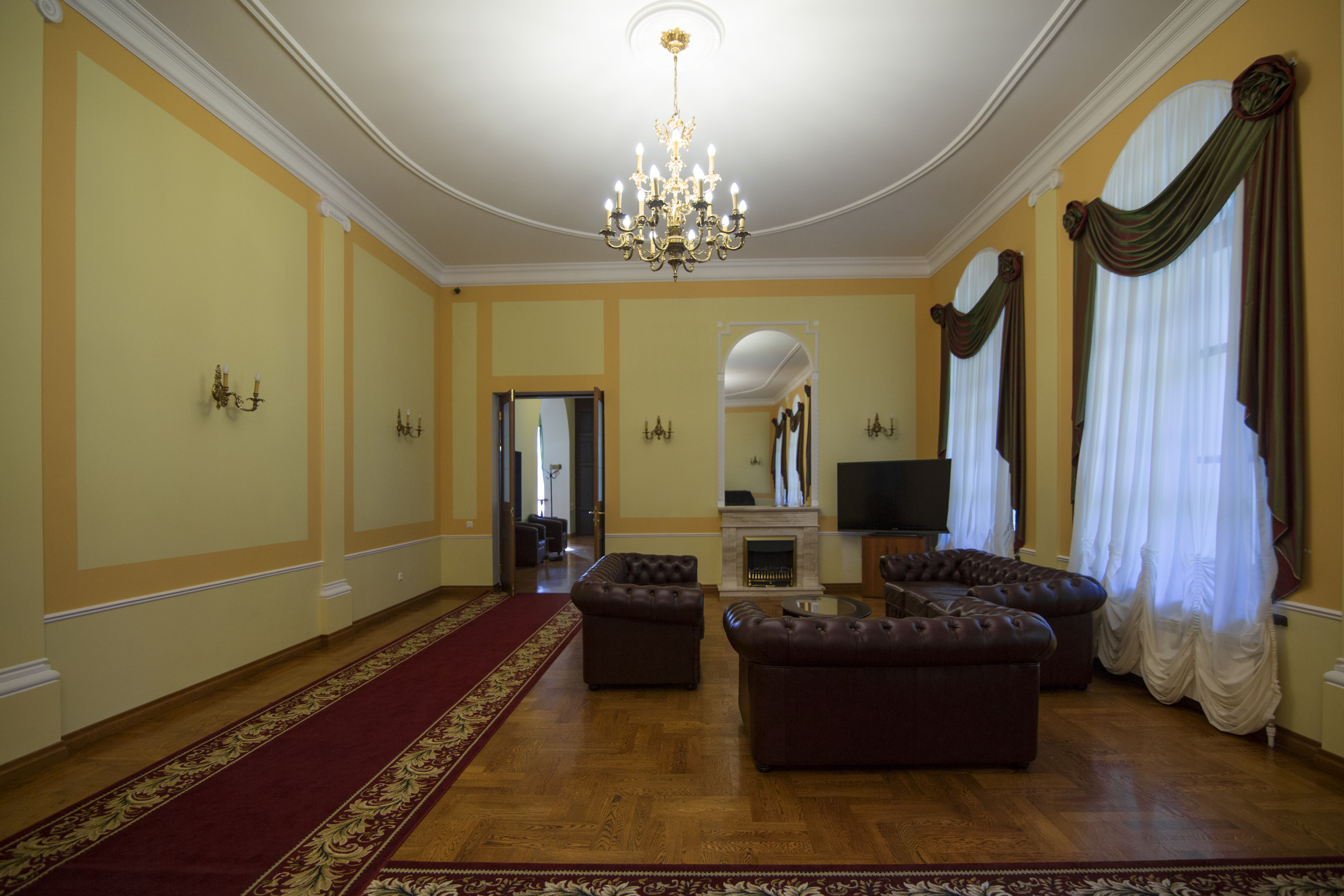
Парадный зал